# Uthukela
Uthukela – dystrykt w Republice Południowej Afryki, w prowincji KwaZulu-Natal. Siedzibą administracyjną dystryktu jest Ladysmith.
Dystrykt dzieli się na gminy:
- Emnambithi-Ladysmith
- Indaka
- Umtshezi
- Okhahlamba
- Imbabazane